# Cobitis ohridana
Cobitis ohridana är en fiskart som beskrevs av Stanko Karaman 1928. Cobitis ohridana ingår i släktet Cobitis och familjen nissögefiskar. IUCN kategoriserar arten globalt som livskraftig. Inga underarter finns listade i Catalogue of Life.